# 남과 여 (1972년 영화)
"남과 여"는 1972년에 개봉한 대한민국의 영화이다.

## 캐스팅
- 문정숙
- 최무룡
- 장동휘
- 황해
- 허장강
- 김희라
- 황정순
- 안인숙
- 독고성
- 박암
- 문오장
- 최성호
- 황백
- 박동룡
- 김광일
- 장일식
- 강주희